# Maria Martental
De bedevaartskerk Maria Martental staat circa 1,5 km zuidelijk van Leienkaul, Landkreis Cochem-Zell, Rijnland-Palts boven het dal van de Endert, een zijrivier van de Moezel.

## Voorgeschiedenis

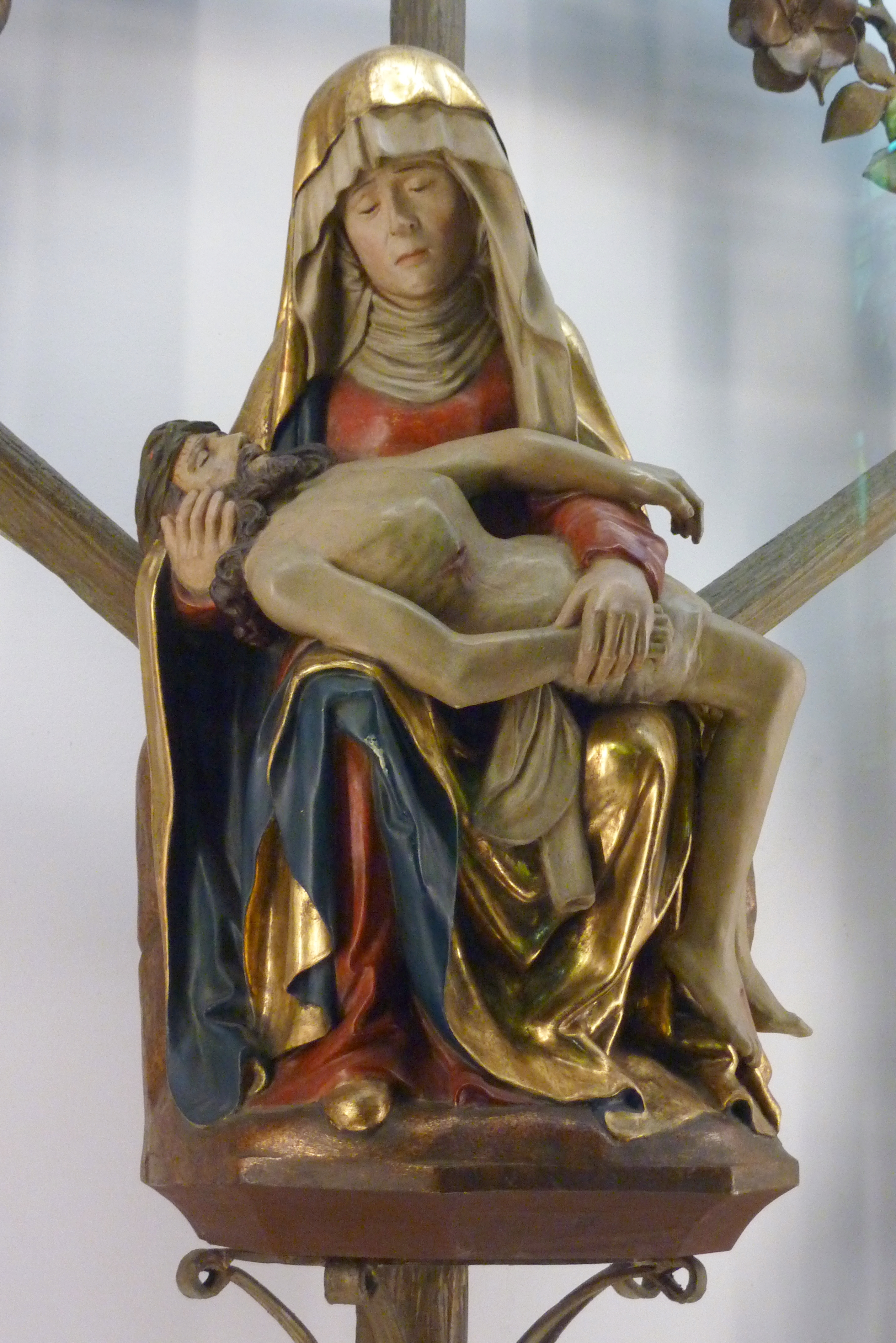
Het vereerde genadebeeld

In 1141 schonk volgens een oorkonde aartsbisschop Arnold I een berg aan de augustijner koorheren om er een klooster op te richten. Vermoedelijk was de reden om juist op deze eenzame plaats een klooster te stichten gelegen in de oeroude naam van het dal. De naam Martental is namelijk een afgeleide van Dal der Martelaren. Het klooster werd later een vrouwenklooster en wegens verarming en gebrek aan bezetting (er waren nog slechts twee nonnen) ten slotte door paus Clemens III per decreet in 1523 opgeheven.
Tegen het einde van de 15e eeuw kwam het genadebeeld van de Moeder der Smarten, een houten piëta van een onbekende kunstenaar, naar Martental. Sindsdien werd de kerk een bedevaartsoord. 
Na de opheffing van het klooster werden de bezittingen van het klooster in 1541 door paus Paulus III aan het stift Springiersbach toegezegd, onder de voorwaarden dat Martental een proosdij werd en dat er wekelijks ten minste twee heilige missen werden gevierd ter vertroosting van de arme zielen, wier overschotten daar op de opstanding wachtten. Als eerste prior van Martental werd Gerhard Huismann van Namedy benoemd. Over de ontwikkeling van de proosdij is weinig bekend, maar de tijd was voor kerken en kloosters door oorlogen en onrust zeer ongunstig. Ook de proosdij in Martental zal te maken hebben gehad met plundering, verwoesting en verarming. In 1680 was het aan Sint-Achatius en de 10.000 martelaren gewijde kerkje in haveloze staat, zodat er onder leiding van het stift Springiersbach een nieuwe kerk en een hermitage werden gebouwd. Van 1720 tot 1808 droegen kluizenaars de verantwoordelijkheid voor de bedevaartskerk.
Na de toevoeging van de linker Rijnoever aan Frankrijk in 1801 werden alle kloosters en stiften in het gebied onteigend. Martental werd overdragen aan het domeinenbestuur van Cochem en de bedevaartskerk gesloten. In 1813 ging het eigendom van het voormalige kloosterbezit over op Pruisen. Het kerkje stortte in 1817 in.

## De huidige bedevaartkerk
In 1905 kocht de redemptoristenpater Josef Tillmann het grondstuk aan en richtte er in 1908 een kloostergebouw met huiskapel op. In de kapel stelde de pater het oude genadebeeld weer op. De pater wijde zich aan de zielszorg van de plaatselijke bevolking en maakte zich samen met enkele lekenbroeders verdienstelijk voor het klooster. Hij stichtte de Sociëteit der Goddelijke Liefde en gaf een zondagsblad uit. Nadat Josef Tillmann in 1918 gestorven was, nam de Priestercongregatie van het Heilig Hart van Jezus uit Sittard het klooster over. De priesters van deze broederschap lieten in 1934 een nieuwe bedevaartkerk bouwen. 
In de periode 1941-1945 werden de gebouwen aan de bestemming onttrokken en aan de Hitlerjugend overgedragen. Na de oorlog bouwden de priesters het klooster weer op. In 1960 werd de nieuwe kerk gewijd en in 1973-1974 werd ze vergroot. 
Het heiligdom, dat op 15 september op de feestdag van Onze-Lieve-Vrouw van Smarten een feestweek inluidt, geniet ook nu nog een grote populariteit.

## Afbeeldingen

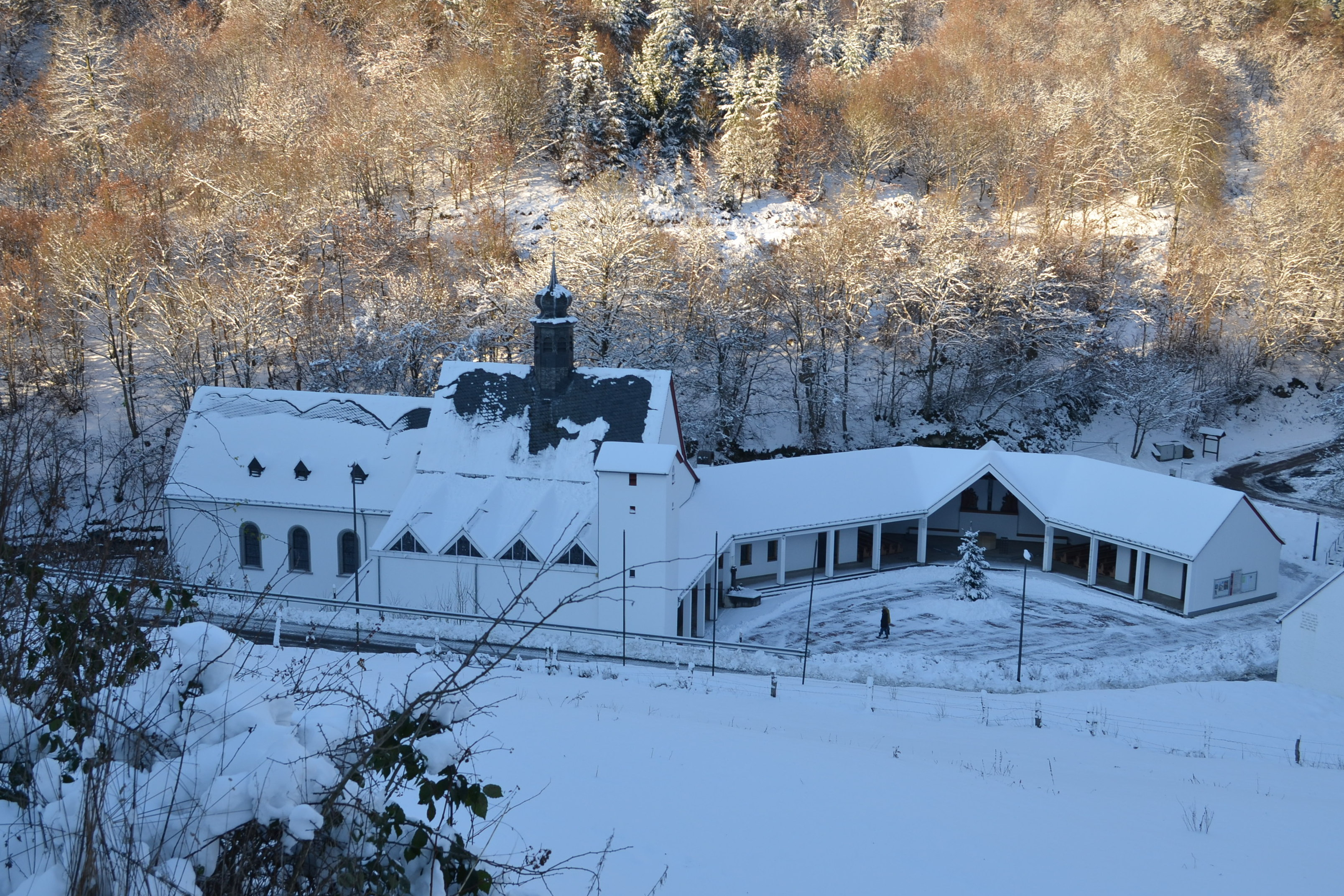
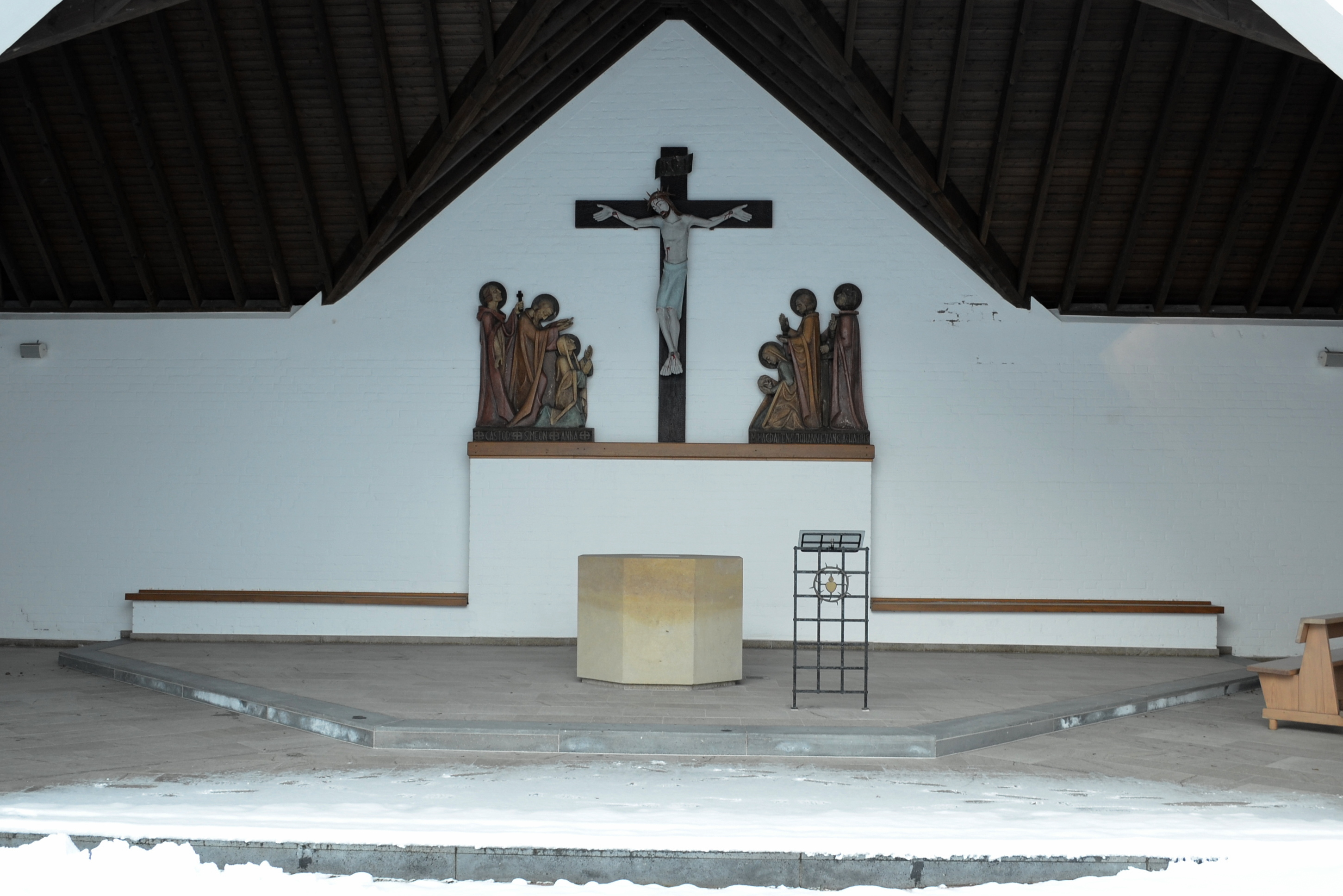
Kruisigingsgroep
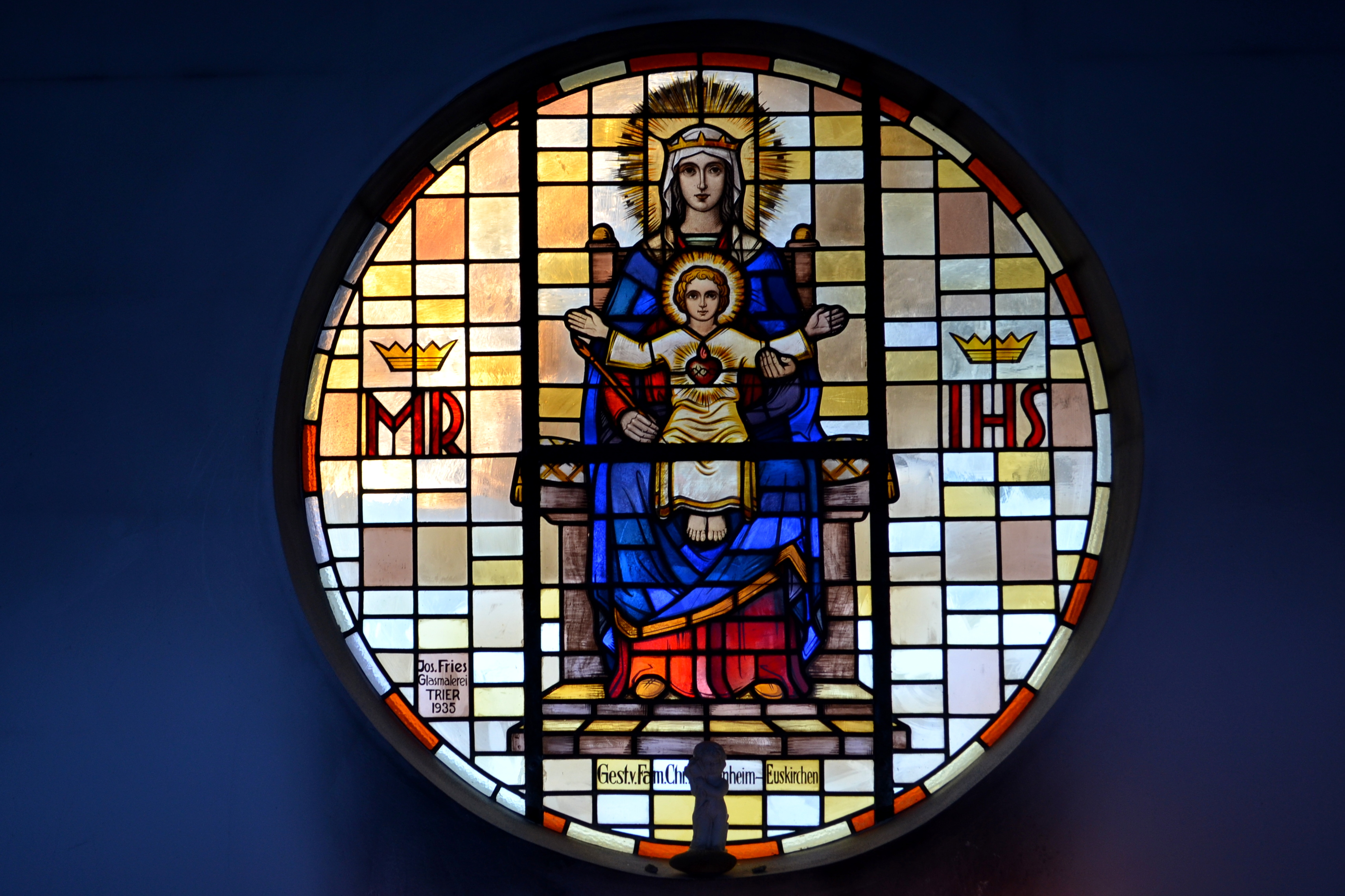
Gebrandschilderd raam
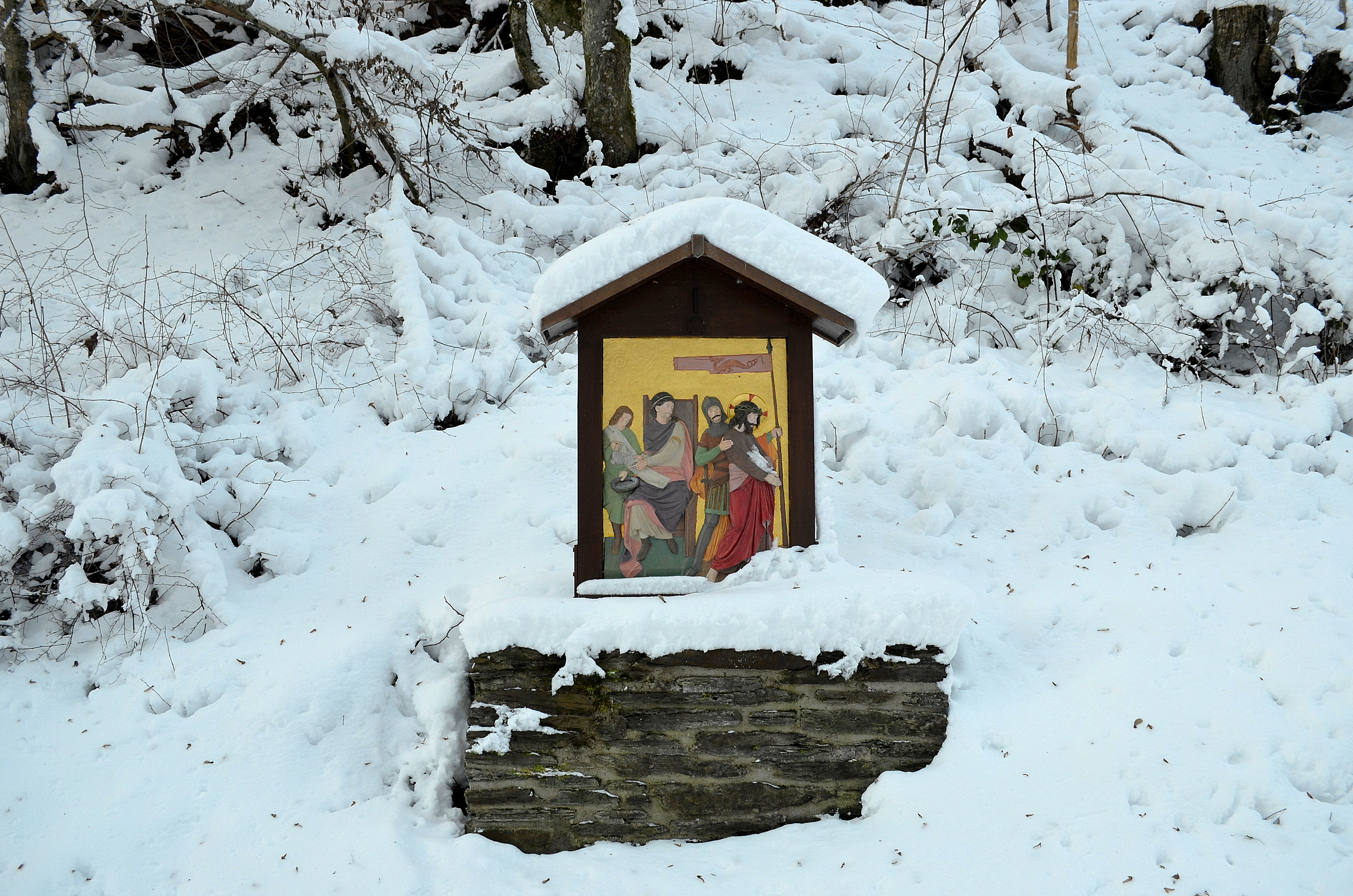
Kruiswegstatie